# Johannes Preuss
Johannes Preuss (* 1983 in Berlin) ist ein deutscher Filmregisseur und Drehbuchautor.

## Leben
Johannes Preuss wurde 1983 in Berlin geboren. Zunächst absolvierte er ein Magisterstudium in den Fächern Politik, Geschichte und Romanistik an der Universität Bonn. Als Stipendiat im Nachwuchsförderprogramm des Deutschen Entwicklungsdienstes war er zunächst als Berater eines Bürger-Radios im westafrikanischen Ghana tätig. Im Anschluss arbeitete er als Autor und Produzent von Filmen für Projekte der Entwicklungszusammenarbeit unter anderem in Ghana, Nigeria und Mexiko. Im Rahmen eines Zweitstudiums studiert Preuss an der Filmakademie Baden-Württemberg mit dem Studienschwerpunkt Fernsehjournalismus.
Für seinen Film Galamsey – für eine Handvoll Gold, eine Reportage über illegale Goldgräber in Ghana, wird Preuss 2017 im Rahmen der Student Academy Awards ausgezeichnet.
Es folgten die Film Auf Straße 7 ins Herz von Patagonien (2018), Nollywood – Filmbusiness African Style (2020) und Mein fremdes Land (2022).

## Auszeichnungen
Student Academy Awards
- 2017: Auszeichnung mit dem Student Academy Award in der Kategorie Dokumentarfilme – International Film Schools (Galamsey – für eine Handvoll Gold)